# Kickers Emden
A Kickers Emden Emden város legnagyobb futballklubja. A klub 1946. március 24-én alakult, a hazai mérkőzéseit az Ostfriesland Stadionban játssza, a létesítmény 7200 néző befogadására alkalmas.
A 2020/2021-es szezont az Oberliga Niedersachsenben, az Alsó-Szászország területi bajnokságban kezdte. 

## Története
A klub 2008/2009-ben elért 6. hely után búcsúzni kényszerült a Bundesliga 3 küzdelmeitől, anyagi okok miatt.